# Plaza Chahar Cheragh
La plaza Chahar Cheragh (en persa: میدان چهارچراغ) es una plaza pública en el centro de la ciudad de Mahabad en Irán. Ahora es llamada oficialmente Plaza Shahrdari (Plaza del Ayuntamiento).
Esta plaza es uno de los lugares más antiguos de la ciudad de Mahabad.
En este lugar se proclamó la República de Mahabad en 1946. Aquí, después de la restauración de la autoridad iraní y persiguiendo  a los elementos rusos que retrocedieron en 1947, Qazi Muhammad, y otros líderes políticos de la República de Mahabad fueron ejecutados por el Estado iraní.